# Rönnskär, Kyrkslätt
Rönnskär är en ö utanför Porkala udd i Kyrkslätts kommun i Finland. Den ligger i Finska viken och i kommunen Kyrkslätt i landskapet Nyland, i den södra delen av landet. Ön ligger omkring 40 kilometer sydväst om Helsingfors. På ön ligger Rönnskärs fyr.
Öns area är 28,3 hektar och dess största längd är 0,8 kilometer i sydväst-nordöstlig riktning.